# McDonald Mariga
McDonald Mariga Wanyama (n. 4 aprilie 1987, Nairobi, Kenya) este un jucător kenyan de fotbal, care evoluează pentru clubul Real Oviedo. Mariga a făcut istorie fiind primul kenyan care a câștigat Liga Campionilor pe 22 mai 2010.

## Cariera internațională
Mariga a marcat primul său gol pentru Kenya împotriva Swaziland pe 25 martie 2007.

## Statistica la club
| Club           | Sezon | Campionat | Campionat | Cupa | Cupa   | Europa | Europa | Total | Total  |
| Club           | Sezon | Apar      | Goluri    | Apar | Goluri | Apar   | Goluri | Apar  | Goluri |
| -------------- | ----- | --------- | --------- | ---- | ------ | ------ | ------ | ----- | ------ |
| Enköpings SK   |       |           |           |      |        |        |        |       |        |
| 2005–06        | 1     | 0         | -         | -    | -      | -      | 1      | 0     |        |
| Total          | 1     | 0         | -         | -    | -      | -      | 1      | 0     |        |
| Helsingborg    |       |           |           |      |        |        |        |       |        |
| 2006–07        | 37    | 6         | 0         | 0    | -      | -      | 37     | 6     |        |
| Total          | 37    | 6         | 0         | 0    | -      | -      | 37     | 6     |        |
| Parma          |       |           |           |      |        |        |        |       |        |
| 2007–08        | 18    | 0         | 0         | 0    | -      | -      | 18     | 0     |        |
| 2008–09        | 35    | 3         | 0         | 0    | -      | -      | 35     | 3     |        |
| 2009–10        | 9     | 0         | 0         | 0    | -      | -      | 9      | 0     |        |
| Total          | 62    | 3         | 0         | 0    | -      | -      | 62     | 3     |        |
| Internazionale |       |           |           |      |        |        |        |       |        |
| 2009–10        | 9     | 1         | 0         | 0    | 2      | 0      | 11     | 1     |        |
| Total          | 9     | 1         | 0         | 0    | 2      | 0      | 11     | 1     |        |

## Palmares
Internazionale
- Serie A: 2009–10
- Coppa Italia: 2010
- Liga Campionilor UEFA: 2009–10